# Eslovenia en los Juegos Paralímpicos de Sochi 2014
Eslovenia estuvo representada en los Juegos Paralímpicos de Sochi 2014 por un deportista masculino. El equipo paralímpico esloveno no obtuvo ninguna medalla en estos Juegos.